# 馬里博爾主教座堂
馬里博爾主教座堂是位於斯洛維尼亞東北部城市馬里博爾的一座羅馬天主教的教堂，獻給聖若翰洗者。教堂本為羅馬式建築，但在歷史上經過了多次改建，形成現在的外觀。

## 外部連結
- 维基共享资源上的相關多媒體資源：馬里博爾主教座堂

46°33′32.87″N 15°38′41.99″E / 46.5591306°N 15.6449972°E